# Pola Nirenska

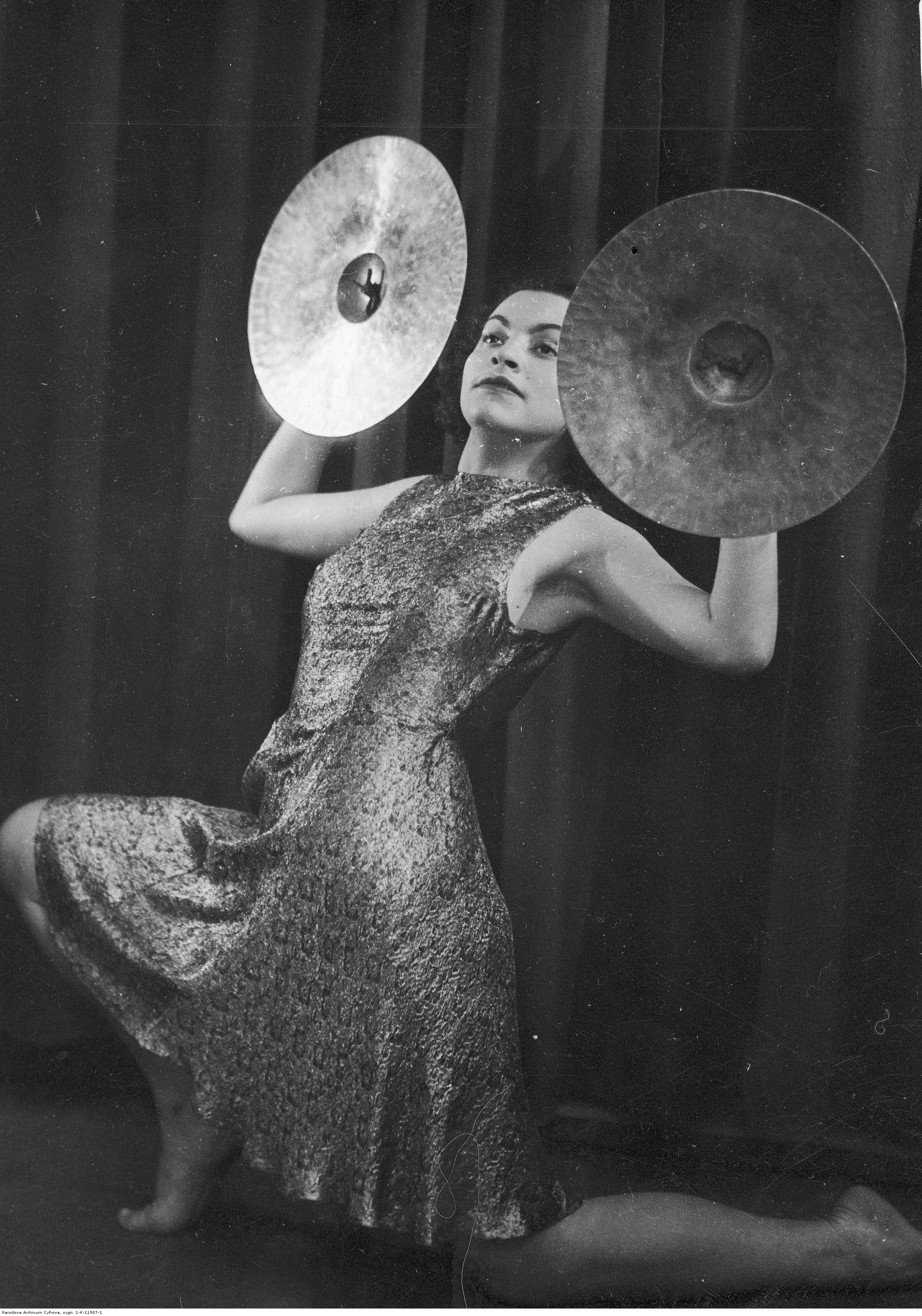
Pola Nireńska, um 1933

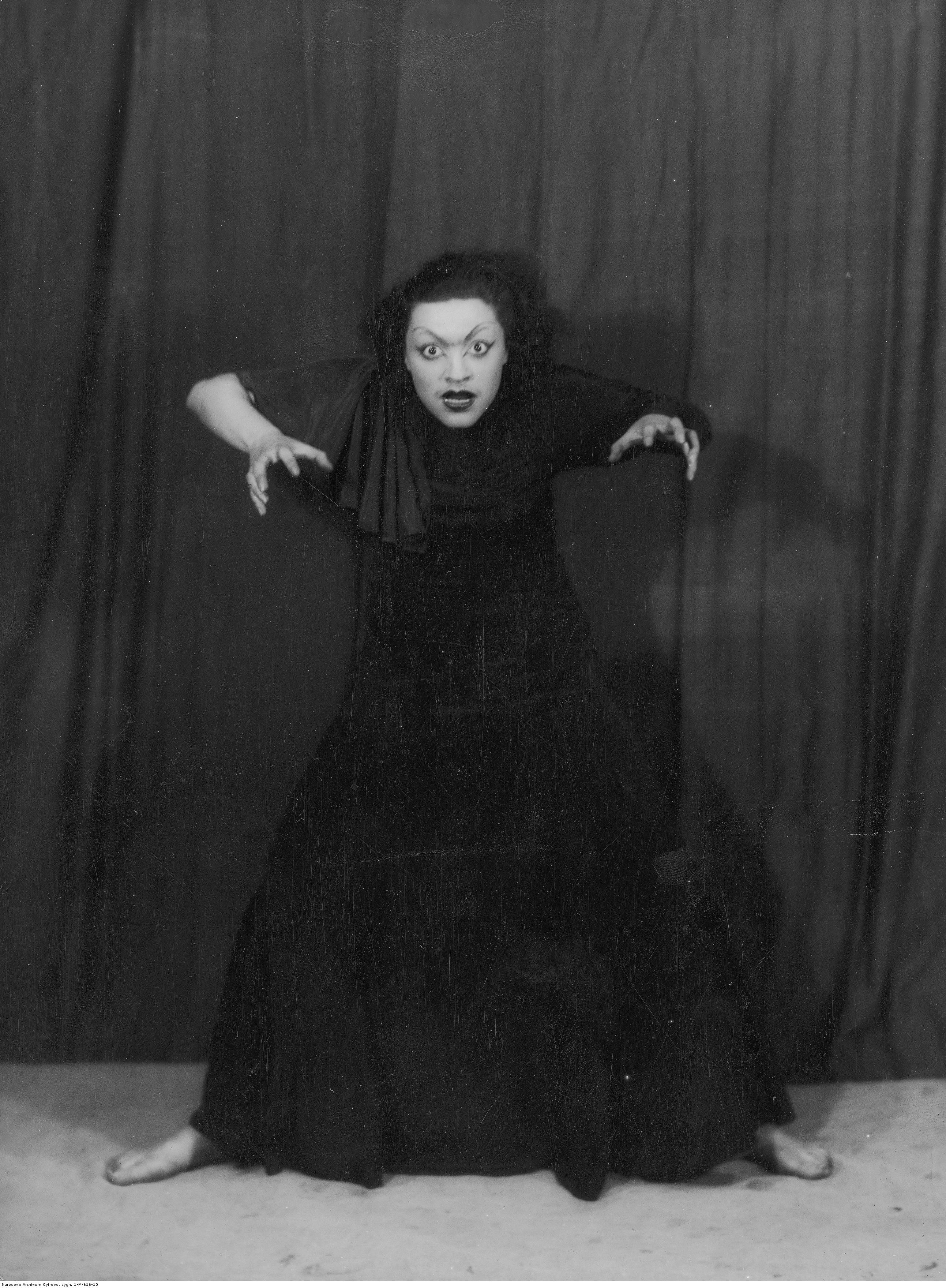
Pola Nireńska bei ihrem Soloauftritt Krzyk („Schrei“) am Internationalen Solotanzwettbewerb 1933 in Warschau

Pola Nireńska, geboren als Pola Nirensztajn (geb. 28. Juli 1910 in Warschau, Kongresspolen; gest. 25. Juli 1992 in Bethesda, Maryland, USA) war eine international bekannte polnisch-amerikanische Tänzerin und Choreografin.

## Biografie

### Europa
Sie wurde 1910 als Pola Nirensztajn in Warschau in einer gutsituierten jüdischen Familie als Tochter eines Krawattenherstellers geboren und begann schon im Kindesalter zu tanzen. Ihre Eltern, orthodoxe Juden, waren jedoch davon nicht begeistert, und nur nachdem ihr Vater die Erlaubnis eines Rabbiners eingeholt hatte, durfte sie als Neunjährige erstmals an einem Tanz-Camp teilnehmen.
Als Jugendliche war Pola von der deutschen Choreografin Mary Wigman fasziniert. Nach mehrtägigen Auseinandersetzungen mit ihren Eltern konnte sie eine 1928 eine Ausbildung an Wigmans Schule für Ausdruckstanz an der Bautzner Straße in Dresden beginnen und nach drei Jahren erfolgreich abschließen. Sie begab sich dann mit der Tanztruppe auf deren erste Amerika-Tour und nahm den polnisch klingenden Namen Nireńska an.
1933 nach der Machtergreifung der Nationalsozialisten sahen sich Wigman und ihre Schule Schwierigkeiten seitens des NS-Regimes ausgesetzt. Nireńska kehrte für ein Jahr nach Warschau zurück, wo sie Tanzunterricht erteilte und für einen internationalen Tanzkongress einen Soloauftritt inszenieren konnte, der ihr sowohl Bewunderung als auch bissige antisemitisch motivierte Kritiken einbrachte. 1934 verließ sie Polen und zog nach Kurzaufenthalten in Wien und Florenz nach London, wo sie ihre Tanzstudien bei Kurt Jooss und Sigurd Leeder fortsetzte.
Im Zweiten Weltkrieg konnten ihre Eltern und ihr Bruder nach Palästina fliehen, doch Dutzende ihrer Familienmitglieder wurden im Holocaust umgebracht. In den Kriegsjahren hatte sie zahlreiche Auftritte vor Soldaten und für die polnische Exilregierung, choreografierte aber keine neuen Stücke. 1946 heiratete sie John Justin, einen britischen Schauspieler von aristokratischer Herkunft. 1949 ließ sie sich von ihm scheiden und wanderte anschließend in die USA aus.

### USA
In den USA ließ sich Nireńska in Washington nieder, wo sie die Washington Dance Company eröffnete. 1965 heiratete sie den polnischen Diplomaten Jan Karski, den sie in London kennengelernt hatte. Sie lebte mit Karski bis zu ihrem Tod, obwohl die beiden jeweils eigene Wege gingen. Gegen Ende der 1960er Jahre beschloss sie, das Tanzen aufzugeben, widmete sich der Fotografie und gewann damit einige Auszeichnungen. Sie litt jedoch unter zunehmenden Altersbeschwerden und Depressionen. Ihre letzte Choreografie, Holocaust Tetralogy, entstand in den 1980er Jahren, nachdem Karski von Claude Lanzmann für seinen Film Shoah interviewt worden war. Die Tetralogie wurde 1990 von Alan M. Kriegsman, dem Tanzkritiker der Washington Post, wie folgt beschrieben: „Sie stellen einen gewagten Versuch dar, innerhalb der humanistischen Tradition des modernen Tanzes das Unerträgliche zu ertragen und das Unsagbare auszusprechen.“
Nach mehreren erfolglosen Suizidversuchen fand Nireńska kurz vor ihrem 82. Geburtstag den Tod, als sie vom Balkon ihrer Wohnung im elften Stock eines Hochhauses stürzte. Kurz nach ihrem Tod errichtete ihr Karski eine nach ihm und seiner Gattin benannte Auszeichnung (The Jan Karski and Pola Nirenska Award), die vom jüdischen wissenschaftlichen Institut YIVO ausgerichtet wird, wobei Beiträge jüdischer Autoren zu polnischer Kultur und Wissenschaft geehrt werden.